# Municipio de LeRoy (Ohio)
El municipio de LeRoy (en inglés: LeRoy Township) es un municipio ubicado en el condado de Lake en el estado estadounidense de Ohio. En el año 2010 tenía una población de 3253 habitantes y una densidad poblacional de 49,22 personas por km².

## Geografía
El municipio de LeRoy se encuentra ubicado en las coordenadas 41°40′32″N 81°8′13″O / 41.67556, -81.13694. Según la Oficina del Censo de los Estados Unidos, el municipio tiene una superficie total de 66.1 km², de la cual 65,77 km² corresponden a tierra firme y (0,5 %) 0,33 km² es agua.

## Demografía
Según el censo de 2010, había 3253 personas residiendo en el municipio de LeRoy. La densidad de población era de 49,22 hab./km². De los 3253 habitantes, el municipio de LeRoy estaba compuesto por el 97,79 % blancos, el 0,37 % eran afroamericanos, el 0,31 % eran amerindios, el 0,18 % eran asiáticos, el 0,15 % eran isleños del Pacífico y el 1,2 % eran de una mezcla de razas. Del total de la población el 0,49 % eran hispanos o latinos de cualquier raza.